# Robot 08
Robot 08 (Rb 08) — шведская противокорабельная ракета, разработанная в 1960-х годах. Первая противокорабельная ракета разработанная за пределами СССР, запускаемая с надводных кораблей. Предназначалась для вооружения шведских эскадренных миноносцев. Состояла на вооружении с 1965 по 1995 год, списана вместе с носителями.

## История
В отличие от других западных стран в 1950-х годах, шведы уделяли значительное внимание разработкам специализированного противокорабельного оружия. Особенности географического положения Швеции, с её длинным балтийским побережьем диктовали необходимость обращать особое внимание на средства борьбы с кораблями вероятного противника (которым безусловно являлся советский флот). Шведских адмиралов тревожило стремительное усиление надводного флота СССР во второй половине 1950-х годов. Парировать угрозу быстро усиливающегося советского флота адекватным количеством крупных боевых кораблей Швеция по экономическим причинам не могла, поэтому единственным выходом из положения был поиск «асимметричного ответа».
В 1950-х годах военно-воздушные силы Швеции разработали противокорабельную ракету Robot 04. Это вызвало беспокойство у руководства ВМФ, которое опасалось, что после новостей об успехах ВВС финансирование военно-морских программ будет урезано. После некоторой подковерной борьбы, ВМФ Швеции решил, что лучшим ответом будет разработать собственную ракету для базирования на кораблях и находящихся в ведении флота береговых наземных установках.
Разработка новой ракеты была заказана фирме Saab в 1962 году. В значительной степени этому способствовало и появление первых ракетоносных боевых кораблей в ВМФ СССР. Для сокращения периода разработки, фирма приняла решение создать ракету на базе учебной летающей мишени Nord Aviation CT20, разработанной во Франции и производившейся в Швеции по лицензии.
Работы по проекту шли быстро. Основные компоненты ракеты: фюзеляж с двигателем и головка самонаведения, уже были готовы, оставалось только объединить их. Уже в 1965 году ракета вышла на испытания, а в 1966 первые ракеты были установлены на эсминцах шведского флота.

## Конструкция
Robot 08 являлась управляемой крылатой ракетой нормальной аэродинамической схемы, с V-образным хвостовым оперением. Воздухозаборник двигателя располагался в передней части корпуса, под фюзеляжем, сразу за обтекателем головки самонаведения. Ракета оснащалась скошенным крылом, складываемым при хранении в ангаре. Общая компоновка ракеты была полностью заимствована у французского прототипа.

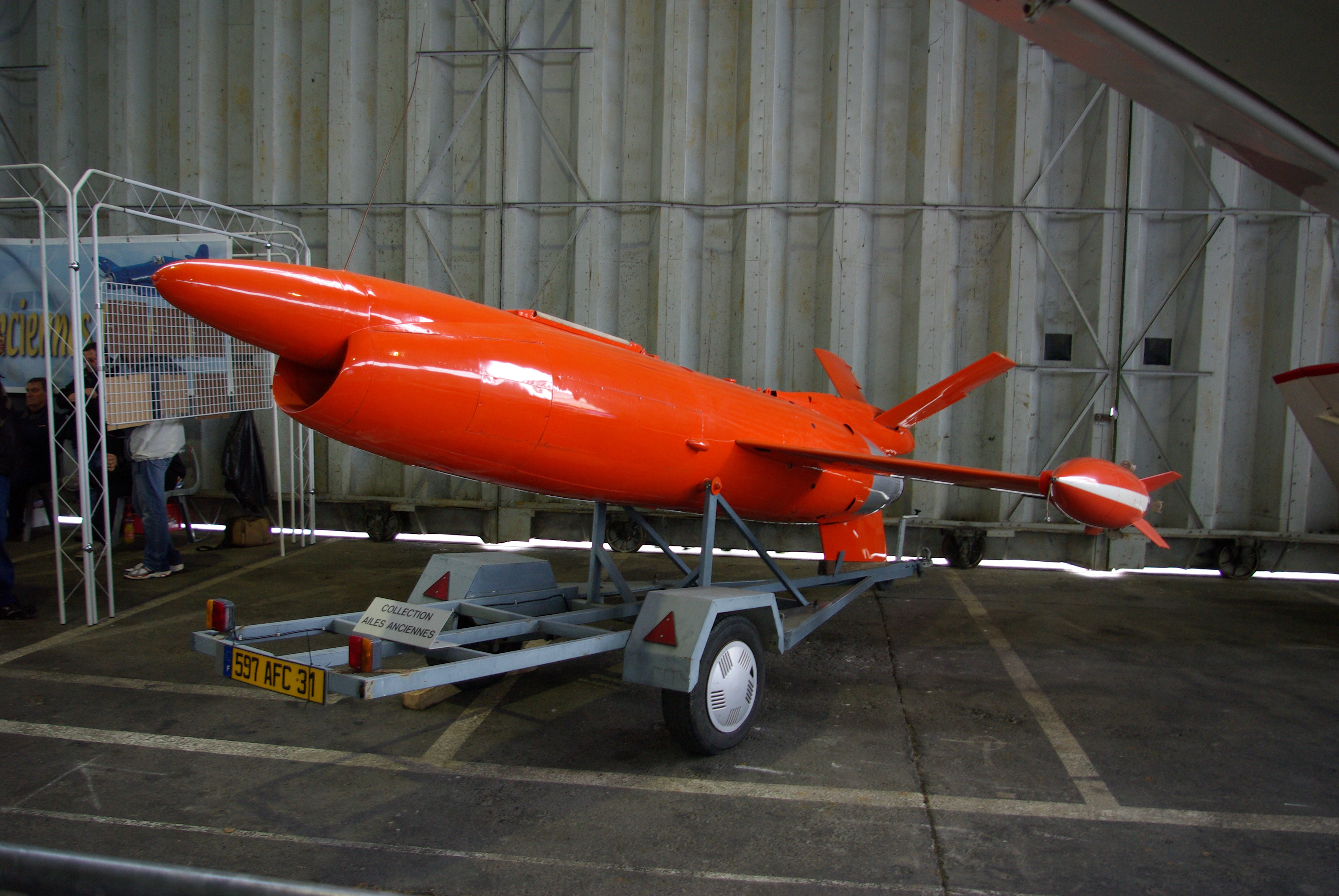
Летающая мишень «Nord Aviation» CT20

В движение Robot 08 приводил турбореактивный двигатель Turbomeca Marboré, развивавший реактивную тягу до 3,91 килоньютонов. Крейсерская скорость полёта Rb 08 составляла порядка 900 километров в час, при дальности полёта до 80 километров.
Система наведения ракеты была активной радиолокационной. Головка самонаведения, разработанная для авиационной ракеты Robot 04 имела радиус обнаружения корабля, в габаритах эсминца, до 15 километров.
Запускалась шведская ракета с рельсовых направляющих с помощью двух твердотопливных ускорителей, сбрасываемых через 2 секунды после запуска. Ускорители разгоняли ракету до скорости около 500 км/ч, после чего запускался турбореактивный двигатель и ракета летела в сторону цели.

## Развёртывание
С 1965 года, ракеты Robot 08 развёртывались на эскадренных миноносцах класса «Халланд». Пусковые установки ракет монтировались поверх расположенного в центре корпуса торпедного аппарата и вращались вместе с ним. В обычное время, ракеты хранились в расположенном под кормовой надстройкой ангаре. Перед запуском, ракеты заправлялись в ангаре, подавались наверх и устанавливались на установку. Длительное хранение ракет на установке было невозможно из-за их полной открытости для неблагоприятных погодных условий.

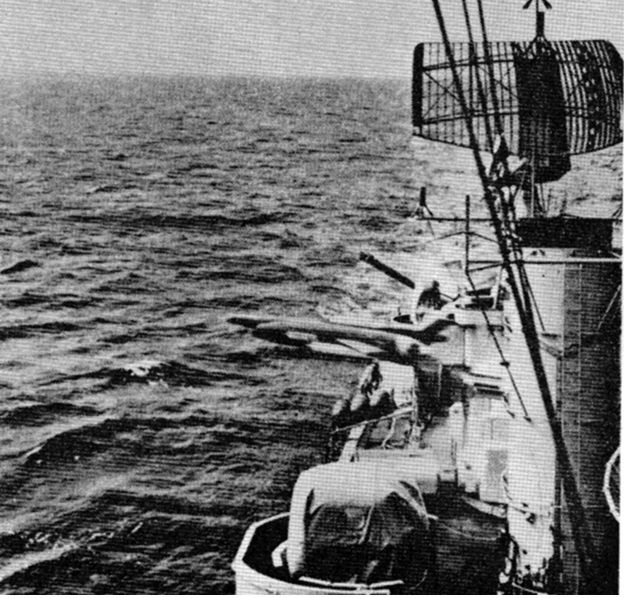
Запуск Robot 08 с борта эсминца класса «Халланд»

Помимо военных кораблей, Robot 08 также развёртывались в составе сил береговой обороны. В наземном варианте базирования, ракеты стартовали с буксируемых тележек.
Всего было изготовлено 68 ракет Robot 08 для вооружения военных кораблей и береговых сил. Из-за значительных габаритов и уже устаревшей концепции базирования (хранение в ангаре с последующей подачей на пусковую установку), ракета не привлекла внимания иностранных покупателей и состояла только на вооружении ВМФ Швеции. шведский флот рассматривал возможность модернизации ракеты, но в итоге решил разработать полностью новую ракету. В 1995 году ракеты были сняты с вооружения.